# Le Choix du Président

Logo « Le Choix du Président »

Logo « President's Choice »

Le Choix du Président, ou President's Choice en anglais, est une marque distributeur des magasins Loblaw Companies Limited. La marque canadienne regroupe plusieurs produits maisons qui sont vendus dans les commerces des bannières Maxi, Provigo, Loblaws, Real Canadian Superstore. Loblaw compte plusieurs autres marques contrôlées tels « Exact » pour les produits de pharmacie et  « sans nom » pour les produits dits génériques.